# نيتينول
نيتينول (Nitinol) اسم شائع لسبيكة تتكون من نسب متساوية تقريباً من النيكل والتيتانيوم. يضاف أحياناً رقم إلى جانب اسم نيتينول للإشارة إلى محتوى النيكل النسبي، مثل سبيكتي نيتينول-55 ونيتينول-60.
اكتشفت هذه السبيكة في سنة 1959 في مختبرات Naval Ordnance Laboratory وتمتاز سبيكة نيتينول بقدرتها على تذكر الشكل وبالمرونة الفائقة (superelasticity) عند درجات حرارة مختلفة.